# Inflammaging
Inflamm-aging (také známo jako inflammaging či inflamm-ageing) označuje vznik systémového chronického zánětlivého prostředí během stárnutí organismu. Tento jev je úzce spjat s biologickým stárnutím a napomáhá ke vzniku některých chorob. Název Inflamm-aging vzniklo spojením anglických slov inflammation (zánět) a aging (stárnutí).

## Charakteristika
Během stárnutí dochází k významným změnám ve fungování imunitního systému. Adaptivní imunitní odpověď ztrácí na efektivitě, jelikož se stárnutím dochází ke snižování počtu lymfocytů. Hlavním důvodem je zmenšení brzlíku a pokles produkce nových (naivních) T lymfocytů. Navíc dochází změnám ve složení populace T lymfocytů ve prospěch paměťových T lymfocytů, které vytlačují naivní T lymfocyty.
Zatímco efektivita adaptivní imunity klesá, přirozená imunita se stává aktivnější. S věkem dochází k nárůstu počtu tzv. NK buněk a k vyšší produkci zánětlivých cytokinů. Produkce těchto cytokinů (především jde o cytokiny IL-6, TNFα a CRP) způsobuje chronickou aktivaci buněk přirozené imunity a tím pádem i vznik chronického zánětu ve stáří. Tento jev dostal jméno inflamm-aging. Inflamm-aging je charakterizován jako mírný, chronický a asymptomatický zánět, ke kterému dochází při absenci infekce a který je stimulován především molekulami vlastních buněk.
Toto chronické zánětlivé prostředí má škodlivý dopad na zdravotní stav a přispívá k biologickému stárnutí.  Inflammaging také může uspíšit nástup a zhoršit průběh Alzheimerovy choroby, aterosklerózy, osteoporózy, cukrovky 2. typu či některých srdečních nemocí.

## Mechanismus vzniku
Vzhledem k tomu, že inflamm-aging představuje komplexní a systémový problém, najít příčinu jeho vzniku je velmi komplikované. V současné době se zdá, že procesů vedoucím k spuštění inflamm-agingu je hned několik. Jednou z nejdůležitějších příčin je hromadění molekul pocházejících z poškozených buněk. Tyto molekuly jsou rozeznávány receptory buněk přirozené imunity, což vede k jejich aktivaci a následně ke vzniku zánětu. Buněčné komponenty, které mohou takto stimulovat imunitní buňky, jsou například microRNA, mitochondriální DNA či histony.
Inflamm-aging je také spojen s chronickou virální infekcí (např. Cytomegaloviru). Chronická virová infekce zvyšuje produkci různých zánětlivých cytokinů a tedy vzniku zánětlivého prostředí. Také dochází k expanzi specifických T lymfocytů na úkor naivních T lymfocytů. Dalšími faktory vedoucí k inflamm-aging jsou přejídání, změna střevní mikroflóry spojená s věkem, poškození střevní epiteliální bariéry či chronický stres.    Prozánětlivé cytokiny a další molekuly, které se mohou spolupodílet na vzniku zánětlivého prostředí, jsou produkovány i tukovou tkání.